# Rantzauklippan

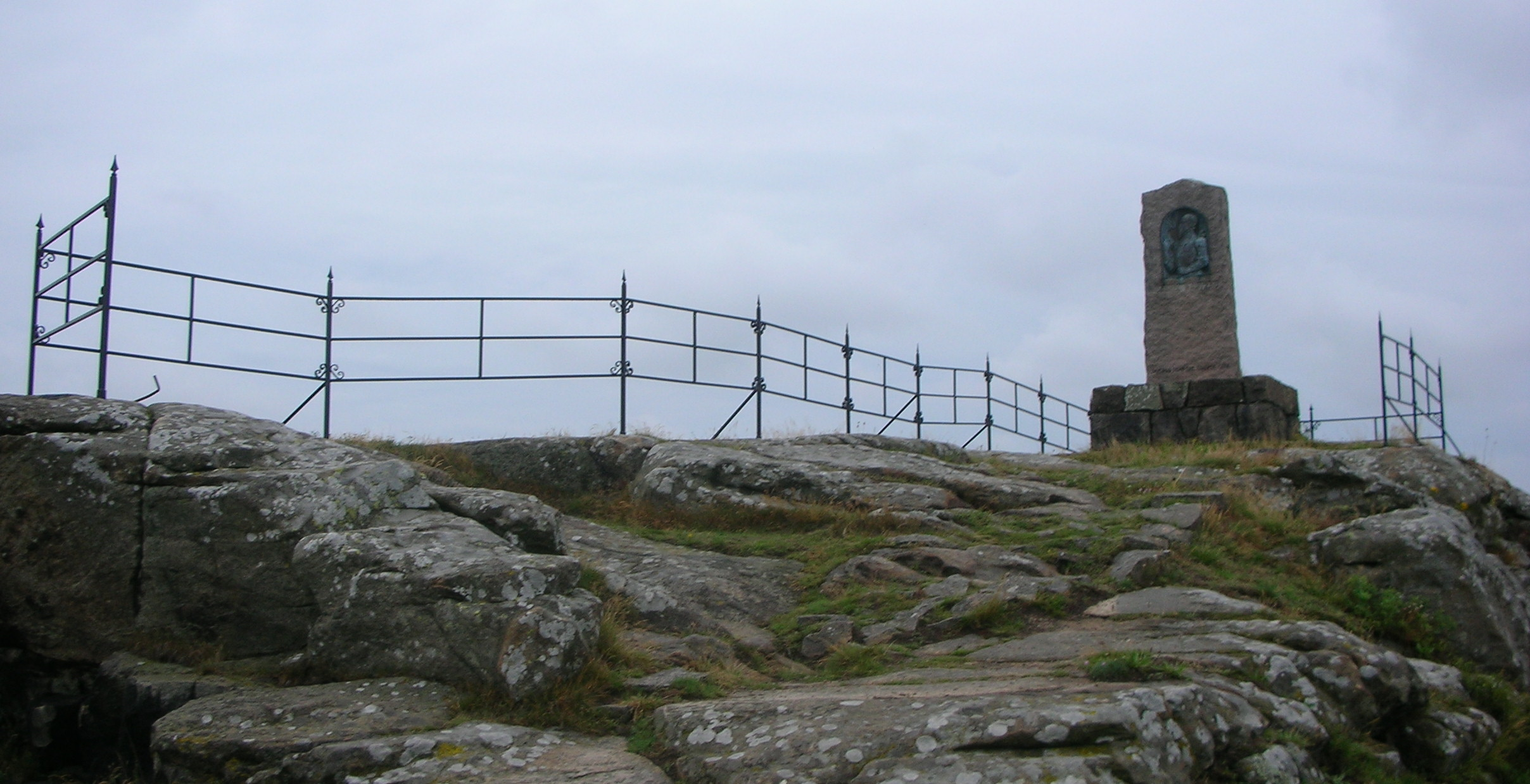
Rantzauklippans topp med Daniel Rantzaus monument.

Rantzauklippan, på 1800-talet kallad Daniels klippa, är en klippa vid stadsdelen Platsarna i Varberg. Den höjer sig över Simstadion, strandpromenaden och det gamla stenbrottet som idag gjorts om till en park. På grund av det strategiska läget vid Varbergs fästning har klippan flera gånger under historien använts för att ställa upp artilleripjäser vid belägringar av slottet, de mest kända tillfällena är Varbergs erövring 1565 och Varbergs kapitulation 1569 då svenska respektive danska trupper erövrade slottet.

## Rantzaumonumentet
Rantzaumonumentet på Rantzauklippans topp är rest till minne av den danske härföraren Daniel Rantzau som stupade här den 11 november 1569 då danskarna belägrade Varbergs slott. Monumenetet avtäcktes den 26 juni 1938 vid en ceremoni där representanter för både de svenska och danska kungahusen och de båda ländernas krigsmakter närvarade. På monumentet finns en bronsrelief av Rantzau, utförd efter ett kopparstick, samt den latinska inskriptionen Diverso tempore diversa fata ("Skilda öden vid skilda tider").
Vid monumentets fot finns en äldre inskription till Rantzaus minne. Den är från 1861, då Leonhard Fredrik Rääf lät hugga in ett kors och namnet Daniel Rantzow.